# Savalou
Savalou – miasto w środkowym Beninie. Jest ośrodkiem administracyjnym departamentu Collines. Położone jest około 160 km na północny zachód od stolicy kraju, Porto-Novo. W spisie ludności z 11 maja 2013 roku liczyło 38 162 mieszkańców.